# 投影描绘器
投影描绘器（英語：Camera lucida），又稱明箱或亮箱，是一种用于艺术家作画时作帮助用的光学仪器。

## 歷史
威廉·海德·沃拉斯頓（英國）在1806年申请了它的专利。似乎有证据表明投影描绘器不过是重新发明了200年前开普勒（德國）在他的著作《折射光学》（Dioptrice，1611年）中清楚地描述过的设备。但到了19世纪，开普勒的描述完全被遗忘了，所以没有人质疑沃勒斯顿的声明。该术语「camera lucida」（投影描绘仪）是沃勒斯顿发明的。

## 使用方法
投影描绘器施行了看到的物体和艺术家进行绘画的表面的一种光学叠印。艺术家可以同时看到场景和画布，就像摄影中的二次曝光一样。这使得艺术家可以将关键点从场景直接转化到画布上，这样就可以帮助透视图的精确绘制。艺术家甚至还可以描出场景中物体的轮廓。

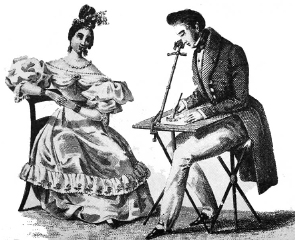
约1830年，使用中的投影描绘器的版画。

如果使用白纸，纸和场景的叠印倾向于冲淡场景，这使得场景不便看清。因此在使用投影描绘器时，使用白铅笔在黑纸上画比较好。

## 現代應用
现今，投影描绘器依然可以在绘画器材供应商那里找到，但并不出名，也不被广泛使用。但是，直到几十年前，它还是显微镜技术人员的标准工具。直到不久前，显微照相复制起来还是很昂贵的。而且，在很多情况下，显微镜技术人员所要记录的结构的清晰图示通过绘画要比通过摄像容易的多。这样，大多数课本和科研论文中的常用的组织学和微解剖学图示是投影描绘器制图而非显微照片。

## 類似儀器
投影描绘器的英文词「camera lucida」（拉丁语的「亮室」）显然是想对比更老的绘画帮助设备，「暗箱」（camera obscura，拉丁语的「暗室」）。这两种仪器没有光学上的相似之处。投影描绘器是轻巧便携的仪器，并且不需要特殊的照明条件。投影描绘器并不投射图像。

## 工作原理
投影描绘器的最简单的形式中，艺术家通过一块倾斜45度角的半镀银的镜子向下观看绘画的表面。这叠印了位于下方的绘画表面的直接视像，和在艺术家水平方向前方的场景的反射像。该一起通常包括一个弱化负镜头，以制造一个场景大约在和绘制表面同样距离上的一个虚像，使得二者能同时有好的聚焦。

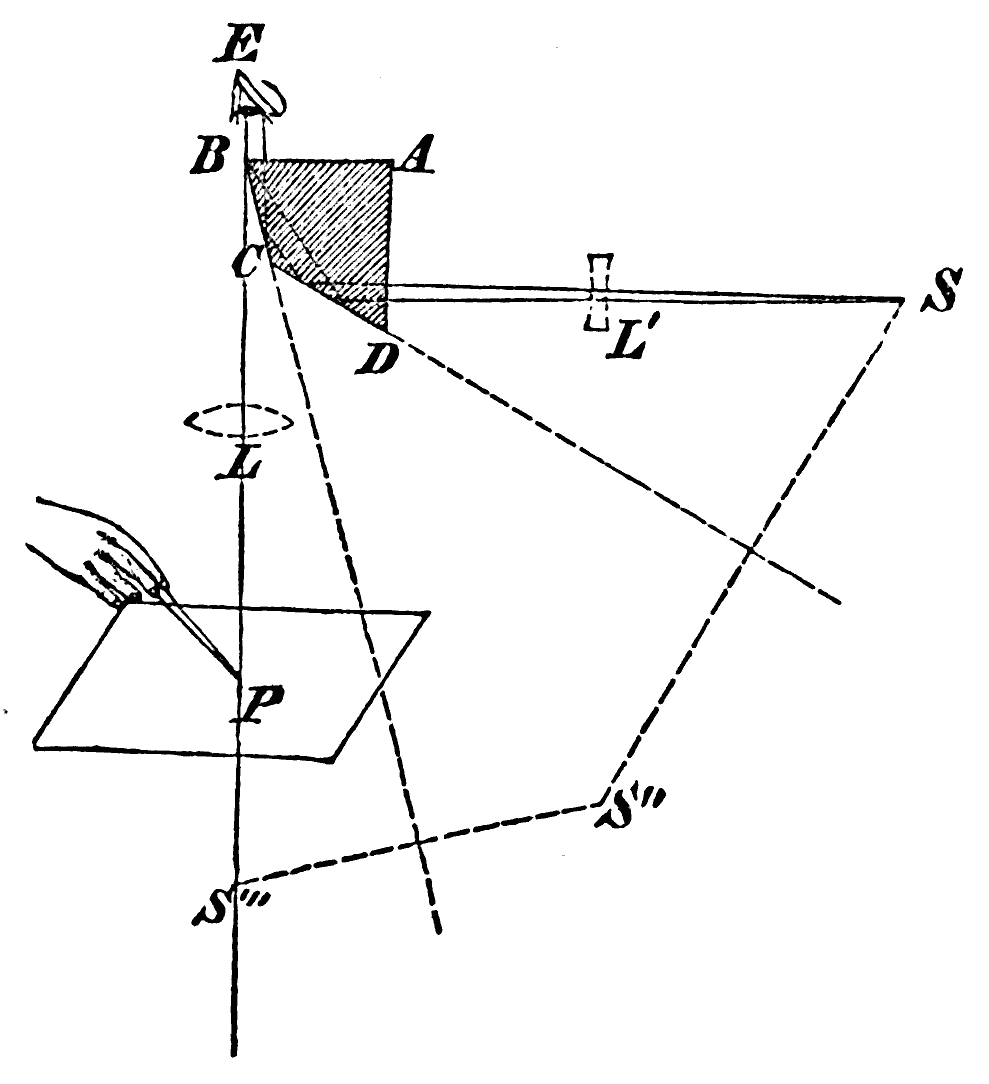
沃勒斯顿的投影描绘器的光学原理

最初的沃勒斯顿投影描绘器，如有图所示，采用一个直立的棱镜。通过调整该装置可以使得只有眼睛E的半个瞳孔通过棱镜观看直接观看到绘画表面P，造成直接和反射场景的叠印。另一半则看到主体从棱镜ABCD的两个面反射的竖起来的像。镜头L和（或者）L'平衡表面和主体的光学距离。

## 與攝影先驅的關係
在1833年在意大利度蜜月之时，摄影先驱威廉·福克斯·塔尔博特使用了投影描绘器作为草图的辅助。然后他记录道它很令人失望，以至他致力于寻找一种方式以「让这些自然的图像留下持久的烙印」。後來塔尔博特在1841年發表了卡羅法，一種早期的攝影方法，可重複印製相同的照片。

## 與繪畫大師的關係
2001年，艺术家大卫·霍克尼（David Hockney）用他的著作《秘笈：重新发现老大师们的失传技术》（Secret Knowledge: Rediscovering the Lost Techniques of the Old Masters）引起了轩然大波。在那部著述中，他暗示过去最伟大的艺术家们，譬如安格尔、扬·范·艾克，和卡拉瓦乔不是空手工作的，而是采用了光学设备的导引，特别是采用一面凹镜的一种安排，用以投影实像。他的证据完全基于那些油画本身的特点。他的著作可能会重新引起使用光学仪器辅助绘图的兴趣。

## 参看
- 克劳德镜（Claude Glass），或称黑镜子
- 繪圖望遠鏡